# 5164 Mullo
Az 5164 Mullo (ideiglenes jelöléssel 1984 WE1) egy kisbolygó a Naprendszerben. Christian Pollas fedezte fel 1984. november 20-án.